# Báo và phát thanh, truyền hình Đồng Nai
Báo và phát thanh, truyền hình Đồng Nai là một cơ quan báo chí – truyền thông trực thuộc tỉnh ủy Đồng Nai.
Đài được thành lập ngày 19 tháng 11 năm 1976 với nhiệm vụ xây dựng các chương trình phát thanh trên sóng radio và các chương trình truyền hình, là cơ quan ngôn luận, tuyên truyền đường lối, chính sách của Đảng Cộng sản Việt Nam, Nhà nước Việt Nam, Chính sách của tỉnh phục vụ nhu cầu hưởng thụ văn hóa nghệ thuật và giải trí của nhân dân khu vực tỉnh Đồng Nai.

## Lịch sử
- Ngày 19 tháng 11 năm 1976: Đài thành lập và chính thức phát chương trình phát thanh đầu tiên trên sóng AM 720 KHz.
- Ngày 30 tháng 4 năm 1985: Truyền thanh trên toàn tỉnh.
- Ngày 1 tháng 1 năm 1990: Đổi tên thành Đài Phát thanh - Truyền hình Đồng Nai.
- Tháng 8 năm 1994, Khởi công xây dựng Đài Phát thanh - Truyền hình Đồng Nai (Giai đoạn 1).
- Ngày 26 tháng 1 năm 1995: Phát sóng kênh truyền hình đầu tiên ĐNRTV trên kênh 12 VHF.
- Ngày 31 tháng 3 năm 1998: Tiếp sóng Thời sự của Đài Truyền hình Việt Nam trên kênh ĐN1-RTV.
- Ngày 26 tháng 4 năm 2003: Khánh thành và đưa vào sử dụng máy phát sóng truyền hình trên kênh 36 UHF công suất 10 Kw. Đồng thời cũng đưa vào phát sóng máy phát thanh FM công suất 10 Kw trên tần số 97,5 MHz. Cũng vào ngày này, ra mắt kênh truyền hình ĐN2-RTV trên kênh 12 VHF, kênh ĐN1-RTV chuyển lên kênh 36 UHF.[1]
- Ngày 19 tháng 11 năm 2003: Đài Phát thanh - Truyền hình Đồng Nai ra mắt cổng thông tin điện tử dnrtv.org.vn Lưu trữ ngày 21 tháng 4 năm 2016 tại Wayback Machine.[2]
- Ngày 19 tháng 5 năm 2004: Cả hai kênh truyền hình chính thức phát sóng 24/7.[3]
- Năm 2009: Ra mắt kênh truyền hình ĐN3 (nay là ĐN3-RTV, trước là ĐN3 Tiếp thị) và ĐN4 (nay là ĐN4-RTV).
- Năm 2010: Kênh ĐN3 bắt đầu tiếp sóng Thời sự Đài THVN.
- Tháng 8 năm 2011: Sóng truyền hình ĐNRTV phát sóng truyền hình số vệ tinh Vinasat-1.
- Ngày 21 tháng 6 năm 2014: Khánh thành và đưa vào sử dụng tòa nhà Trung tâm kỹ thuật Phát thanh - Truyền hình Đồng Nai.
- Cuối năm 2014: Đài thực hiện việc tắt sóng analog với kênh ĐN1-RTV, ĐN2-RTV.
- Tháng 5 năm 2017: Ra mắt kênh truyền hình ĐN9 - AZ Shop.
- Ngày 15 tháng 7 năm 2017: Đài phát sóng qua truyền hình mặt đất DVB-T2.
- Ngày 27 tháng 4 năm 2018: Phát sóng các kênh truyền hình chuẩn độ nét cao HD.
- Tháng 6 năm 2018: Đài đã phối hợp với các Đài PT-TH khu vực Đông Nam Bộ sản xuất và phát sóng chương trình tin tức tổng hợp Kết nối Đông Nam Bộ, mang ý nghĩa kết nối các tỉnh thành trong khu vực Đông Nam Bộ. Số phát sóng đầu tiên vào ngày 3 tháng 6 năm 2018.
- Ngày 23 tháng 9 năm 2018: Kênh ĐN2HD tiếp sóng Thời sự Đài Truyền hình Việt Nam thay cho kênh xã hội ĐN3.
- Ngày 01/01/2019, Sát nhập, tinh gọn bộ máy theo tinh thần Nghị quyệt số 19 của Ban Chấp hành Trung ương Đảng.
- Giai đoạn 2018 - 2024, Đưa vào khai thác và sử dụng hiệu quả 11 dự án đầu tư trang thiết bị phục vụ công tác Phát thanh - Truyền hình.
- Ngày 26/07/2021, ra mắt ứng dụng ĐNLive (nay là Đồng Nai TV).
- Từ ngày 01/07/2025, Đài Phát thanh – Truyền hình Đồng Nai hợp nhất với Báo Đồng Nai, Đài Phát thanh – Truyền hình và Báo Bình Phước thành Báo và Phát thanh – Truyền hình Đồng Nai.
- Ngày 31/07/2025, logo ĐNRTV sẽ đổi tên thành ĐNNRTV.

## Cơ cấu tổ chức

### Ban Lãnh đạo
- Giám đốc - Tổng Biên tập: Nguyễn Thị Minh Nhâm
- Phó Giám đốc - Phó Tổng Biên tập: Trần Nam Đông, Cao Quốc Sang, Hoàng Bình Long, Đinh Kim Tuấn, Hoàng Thị Bích Phú

### Phòng Thời sự
- Trưởng phòng: Nguyễn Thị Hoàng Anh
- Phó phòng: Nguyễn Đình Thanh
- Phó phòng: Trần Thị Ngân Triều

### Phòng Chuyên đề
- Trưởng phòng: Nguyễn Văn Phát
- Phó phòng: Phạm Thị Kim Huê
- Phó phòng: Vũ Nhật Hân

### Phòng Văn nghệ - Giải trí
- Trưởng phòng: Phạm Thị Kim Chánh
- Phó phòng: Bùi Văn Sơn
- Phó phòng: Vũ Ngọc Diễm Thúy

### Phòng Kỹ thuật - Sản xuất chương trình
- Trưởng phòng: Đặng Phước Toàn
- Phó phòng: Lê Văn Hoàng
- Phó phòng: Mai Hữu Lợi

## Các kênh
Sóng truyền hình, Đài Phát thanh - Truyền hình Đồng Nai phát trên các kênh ĐN1-NRTV, ĐN2-NRTV, ĐN3-NRTV và ĐN9-NRTV. 

### Truyền hình

#### ĐNNRTV1 (tên gọi chính: ĐN1-NRTV)
Là kênh truyền hình phát sóng từ 26/01/1995. Lúc đầu kênh mới phát có vài giờ mỗi ngày, hiện nay kênh ĐN1 RTV phát sóng 24/7 trên băng tần 36 UHF. Kênh được phát tại Đài PT-TH Đồng Nai và nhiều hạ tầng truyền dẫn khác.
Thời lượng phát sóng trên ĐNNRTV1
- 05h30 - 10h30, 20h00 - 24h00: 26/01/1995 đến 30/09/1997.
- 05h30 - 10h30, 19h00 - 24h00: 01/10/1997 đến 18/05/2004.
- 24/7: 19/05/2004 đến nay.
- VTVCab: Kênh 312.
- SCTV: Kênh 96 (DVB-C) và phủ sóng DVB-T2 (cho sóng SD).
- HTVC: Kênh 38.
- MyTV - VNPT: Kênh 601/Kênh 603.
- FPT: Kênh 136.
- ViettelTV: Kênh 219.
- Truyền hình cáp Đồng Nai: Kênh 1.
- VTC: Kênh 78.
- VTC DVBT2: Kênh 31 UHF (đã ngừng sóng).
- Truyền hình OTT: VieON, HTVC, FPT Play, Clip TV, MyTV, HTVC TVoD, VTVgo, VTVCab ON, App K+, ĐNLive, AVG
- Truyền hình trực tuyến Internet: SDTV
- Truyền hình Vinasat-1 & Vinasat-2

#### ĐNNRTV2 (tên gọi chính: ĐN2-NRTV)
Là Kênh Thể thao - Giải trí được chính thức phát sóng vào năm 2003. Phát sóng 24/7 trên băng tần 12 VHF. Kênh được phát tại Đài PT-TH Đồng Nai và nhiều hạ tầng truyền dẫn khác. Trước 2007, kênh ĐNRTV2 dành 4 tiếng/ngày để tiếp sóng kênh VTV2.
Thời lượng phát sóng trên ĐNNRTV2
- 05h00 - 12h00, 17h00 - 24h00: 26/04/2003 đến 18/05/2004.
- 24/7: 19/05/2004 đến nay.

- VTVCab: Kênh 313.
- SCTV: Phủ sóng DVB-T2 tại Hà Nội và TP.HCM.
- HTVC: Kênh 123 / Kênh 96.
- MyTV - VNPT: Kênh 602.
- FPT: Kênh 137.
- VTC: Kênh 79.
- Truyền hình cáp Đồng Nai: Kênh 2.
- Truyền hình OTT: VieON, HTVC, FPT Play, Clip TV, MyTV, HTVC TVoD, VTVgo, VTVCab ON, App K+, ĐNLive, AVG.
- Truyền hình Vinasat-1 & Vinasat-2

#### ĐNNRTV3 (tên gọi chính: ĐN3-NRTV)
Là Kênh Thông tin - Xã hội được chính thức lên sóng từ năm 2009 trên hệ thống cáp Đồng Nai. Phát sóng 24/7. 
- HTVC: Kênh 31.
- AVG: Kênh 47.
- Truyền hình cáp Đồng Nai: Kênh 3.
- K+: Kênh 361.
- Truyền hình OTT: HTVC TVoD, VieON, ĐNLive, AVG.

#### ĐNNRTV9 (tên gọi chính: ĐN9-NRTV)
Là kênh mua sắm Sky Shop lên sóng từ ngày 1 tháng 4 năm 2020. Trước đây là kênh mua sắm AZ Shop. Từ ngày 27/01/2023, kênh chính thức ngừng phát sóng.
- VTVCab: Kênh 314.
- SCTV: DVB-T2 tại Hà Nội và 7 tỉnh phía Bắc.
- HTVC: Kênh 37.
- ViettelTV: Kênh 29.
- DVB-T2: Kênh 30 UHF của VTC.
- MyTV: Kênh 34.
- FPT: Kênh 29.
- VTC: Kênh 81.
- SDTV: Kênh 34 UHF, kênh số 14.
- Truyền hình OTT: HTVC TVoD, MyTV, FPT Play
- Truyền hình Vinasat-1 & Vinasat-2

### Phát thanh
- FM 97,5 MHz[4]

Đây là kênh phát thanh Đồng Nai được chính thức phát sóng từ năm 2003 với máy phát sóng FM 10Kw phát từ 04h30 đến 23h00.
Phạm vi phủ sóng: toàn bộ khu vực miền đông Nam Bộ, các tỉnh Long An, Tiền Giang, một phần Bến Tre, Bình Thuận, Lâm Đồng,...

## Nhạc hiệu và lời xướng
Đầu buổi phát sóng mỗi ngày trên các kênh phát thanh của Đài đều có phát một đoạn nhạc không lời gọi là "nhạc hiệu" của Đài cùng một câu giới thiệu tên gọi và vị trí của Đài được gọi là "lời xướng" do các phát thanh viên gồm một nam và một nữ lần lượt đọc. Nhạc hiệu của Đài là bài "Tiếng hát Đồng Nai" của nhạc sỹ Hải Triều, được dùng từ khi thành lập Đài cho đến nay.
| “ | Đây là Tiếng Nói Nhân Dân Tỉnh Đồng Nai, Đây là Tiếng Nói Nhân Dân Tỉnh Đồng Nai Phát Thanh Từ Thành Phố Biên Hòa. | ” |

Buổi phát sóng thời sự nhạc hiệu và lời xướng khác đi một chút vẫn là do các phát thanh viên gồm một nữ đọc.
| “ | Chương trình thời sự của đài Phát thanh - Truyền hình Đồng Nai | ” |

## Chương trình
- An ninh Đồng Nai
- Ẩn số trái tim
- Âm nhạc Online
- Bản tin 23 giờ
- Bật tung năng lượng
- Body hoàn hảo
- Căn tin trường học
- Cầu vồng nghệ thuật
- Chào ngày mới
- Chiếc hộp bí mật
- Chính là tôi
- Chung một bóng cờ
- Cùng xây mái ấm
- Chuyện chúng mình
- Chuyện thường thôi
- Hào khí Việt Nam
- Music for Teen
- Nhanh tay lẹ mắt
- Nhịp sống trẻ
- Ôn tập kiến thức học kỳ I (2019 - 2020)
- Phòng mạch mực tím
- Quốc phòng toàn dân
- Sau giờ tan ca
- Sống khỏe mỗi ngày
- Sức khỏe cho mọi người
- Thế giới đó đây
- Thế giới động vật
- Thế giới sau 0 giờ
- Tiếng hát vàng anh
- Tìm hiểu khoa học
- Tài nguyên & Môi trường
- Tôi yêu phim truyện Việt Nam
- Trò chuyện danh hài
- Trò chuyện với ngôi sao
- Từ trong di sản
- Vấn đề Quốc tế
- Vạn tấm lòng vàng
- Văn hóa phát triển
- Vui khỏe mỗi tuần
- Anvil về làng
- Bứt phá tài năng
- Chiếc nôi âm nhạc
- Chung lòng chung sức
- Chuyện thường thôi
- Cửa sổ tình yêu
- Đồng Nai ngày mới
- Online cùng ĐNRTV
- Phim Việt của mọi nhà
- Soup âm nhạc
- Syngenta về làng
- Thời sự Đồng Nai
- Tâm điểm 24h
- Trà xanh lữ quán
- Tin tức cập nhật

## Sự cố
- Vào lúc 18h59, ngày 21 tháng 5 năm 2018, khi kênh ĐN3-RTV đang phát hình chờ Tiếp sóng Thời sự Đài Truyền hình Việt Nam, thì đột ngột chuyển chương trình. Đây là một sự cố khi Đài không cố tình cho phép. Vì lý do lỗi kỹ thuật nên đã chuyển chương trình.
- Vào lúc 11h39 đến 11h49 ngày 11 tháng 5 năm 2018, kênh ĐN1-RTV đang phát sóng quảng cáo thì đột nhiên bị ngắt sóng, sau đó chuyển sang một chương trình ca nhạc.